# Drassodes paroculus
Drassodes paroculus är en spindelart som beskrevs av Simon 1893. Drassodes paroculus ingår i släktet Drassodes och familjen plattbuksspindlar.
Artens utbredningsområde är Spanien. Inga underarter finns listade i Catalogue of Life.